# Cladiella steineri
Cladiella steineri är en korallart som beskrevs av Verseveldt 1982. Cladiella steineri ingår i släktet Cladiella och familjen läderkoraller. Inga underarter finns listade i Catalogue of Life.